# Runcinia soeensis
Runcinia soeensis es una especie de araña cangrejo del género Runcinia, familia Thomisidae. Fue descrita científicamente por Schenkel en 1944.

## Distribución
Esta especie se encuentra en Indonesia.

## Tratamiento taxonómico
La especie aparece registrada y publicada en Arachnoidea aus Timor und China aus den Sammlungen des Basler Museums. Revue Suisse de Zoologie 51: 173–206.